# EBSCO Information Services
EBSCO Information Services（エブスコ・インフォメーション・サービシズ、またはエブスコ・インフォメーション・サービス）とは、アメリカ合衆国マサチューセッツ州イプスウィッチに本社を置く企業である。親会社はアメリカ第3位の規模を持つ非上場企業エブスコ・インダストリーズである（本拠地：アラバマ州バーミングハム）。バーミングハム・ビジネス・ジャーナル刊『2013 Book of Lists』によれば、年間売上は2億ドル近くに及ぶ（2012年時点）。
エブスコは学術、医学、高校までの学校教育（K-12）、公共図書館、法曹、企業、政府を対象とする市場において図書館リソースを提供している。自社製品には完全電子リソース管理システムであるEBSCONET（エブスコネット）の他、EBSCOhost（エブスコホスト）がある。後者は有償のオンライン研究サービスで、375もの全文データベースや60万件超の電子書籍、事項索引、ポイントオブケア医療リファレンス、ずらりと並んだ歴史的なデジタルアーカイブで構成される。2010年、機関向けにエブスコ・ディスカバリーサービス（EBSCO Discovery Service＝EDS）という雑誌のポートフォリオを検索するサービスを開始した。

## 歴史
1944年にエブスコ・インダストリーズ（EBSCO Industries Inc.）の子会社として設立された。親会社の商号でもある「エブスコ」とは創業者エルトン・ブライソン・スティーブンズ・シニア（英語）の名前に由来し、欧文表記 Elton B. Stephens Co. の頭字語である。『フォーブス』誌によれば売上高や従業員数でアラバマ州最大級の非上場企業の1社で、アメリカ全国でも200位内に入る。売上高は1億ドル（1997年）から2006年には2億ドルまで増加した。
当社は1984年創業時に「エブスコ・パブリッシング」と称した。1984年に印刷媒体『ポピュラーマガジン・レビュー』Popular Magazine Review を創刊すると、300以上の雑誌の記事の抄録の出版を開始したが、エブスコ・インダストリーズに買収された1987年にエブスコ・パブリッシング（EBSCO Publishing）に社名変更した。社員数は2007年時点でおよそ750人を数える。
40以上もの事業を手がける多角経営として、企業の吸収合併は2003年のホィットストン出版（Whitston Publishing データベース提供の同業者）を端緒に、オンライン・コンピュータ図書館センター（英語）からネットライブラリー（NetLibrary 2010年）を買収、ついで2011年にH・W・ウィルソン社（H. W. Wilson Company）を経営統合する。同じエブスコ子会社で情報サービス分野のエブスコ・インフォメーション・サービス（EBSCO Information Services）との統合は2013年7月1日であった。ベイカー・アンド・テイラー（英語）傘下からYBP（ヤンキー・ブック・ペドラー）図書館サービスを2015年に買収し、のちにゴビ図書館ソリューション（GOBI Library Solutions）と改称する。
エブスコの部門のうちメタプレス（Metapress 1998年創業）はオンライン出版プラットフォーム（英語）を創設し、顧客が作成した印刷媒体の学術誌コンテンツをオンラインに収載、やがて世界有数の学術コンテンツのホストに成長すると、版元180社超から出版物3万1千点を預かった。Atypon は2014年にメタプレスをエブスコから買収するとプラットフォームを廃止、顧客は自社のリテラタム（Literatum）に登録させ、コンテンツの移籍は2015年5月21日であった。
2013年7月1日にはEBSCO Information Servicesと合併、「EBSCO Information Services」が存続会社になった。

## 製品
データベース：
さまざまな図書館データベースサービスを提供。メドライン（MEDLINE）、イーコンリット（EconLit）といったデータベースの多くは、コンテンツ提供者とのライセンス契約に基づいてサービスを行う。加えて、出版者から預かったコンテンツをエブスコがデータベース用に編纂するものもさまざまな学術分野にわたり、アカデミックサーチ（Academic Search）、マスターファイル（MasterFILE）、エンバイロンメント・コンプリート（Environment Complete）ほかがある。また設定の一つとして、有償制のデータはアンペイウォール（Unpaywall）を経由するとオープンアクセスの情報として表示させる選択肢がある。
Discovery（ディスカバリー）：
この製品は機関ごとに情報リソースの統一索引をカスタマイズして作成するため、全てのコンテンツに単一の検索ボックスからアクセスできる。システムが使うメタデータは機関の内外両方のソースから採集し、その後、検索子を割り振ってデータベースに反映する。
eBooks（イーブックス）：
幅広い主題の電子書籍とオーディオブックを提供している。総点数は前者が100万点、後者が9万点、版元は1500社超という。
DynaMed（ダイナメド）：
医師その他、医療関係者がケアの現場で使用する医療参照ツールである。『Journal of Clinical Epidemiology』（英語）の分析では（2012年時点）、オンラインの医療参照ツール10件中ダイナメドの順位は1位であった。調査会社 KLAS が実施した「臨床意思決定支援リソース」分析によると、疾病参照製品分野で報告書2期にわたり性能の総合評価で最高をマーク。K社の専門は、医療分野のサービス提供者のパフォーマンスを監視して報告することにある。
ダイナメドに登録すると、エブスコ傘下のネットライブラリー（NetLibrary）経由でデジタル著作権管理の対処済み音声ファイル（英語）と同種のオーディオブック（英語）が利用できる。この市場ではオーバードライブ社のデジタル・ライブラリ・リザーブと競合している。

## 環境と慈善イニシアティブ
エブスコは2箇所に広大なソーラーパネルを設け、公用車をハイブリッドに変更し、本社に環境対策の「グリーンチーム」を結成したほか、同社が公開するグリーンファイル（GreenFILE）という無料データベースを利用すると、人類が環境に与える影響を調べることができる。2008年にはアメリカ合衆国環境保護庁ニューイングランド支庁より環境功労賞（Environmental Merit Award）を受賞、2009年アースデイにISO 14000に基づく「グリーンを進める知識イニシアティブ」の一環として専門図書館協会（Special Library Association）より「グリーン・チャンピオン」に選出された。
エブスコの社会活動イニシアティブには（先進国と発展途上国の）情報格差解消への貢献が含まれ、オープン・ソサエティ財団との共同作業で39カ国の発展途上国の大学向けに本格的な研究データベースを提供している。2012年、ジェームズとジュリー・T・スティーブンス夫妻はエブスコの社会活動に対して、評価を受けた。

## その他の活動
保守的な宗教団体「全国性的搾取告発センター」National Center on Sexual Exploitation（旧称「Morality in Media」）はエブスコをデータベースが「性に関する用語の検索に使われる可能性がある」と名指しで批判した。これに対して指摘を真摯に受け止めるとしつつ、「学生が当社のデータベースを使いポルノグラフィその他あからさまなコンテンツを検索した事例は承知していない」と応じた。

## 主な出版物
発行年順。
- Carlisle, Rodney（編）The 50 states Third edition. Carl L. Bankston III, 他、セーラム・プレス（エブスコ・インフォメーション・サービス傘下・以下同じ）、2013年。国立国会図書館書誌ID:026675826、OCLC 859269134、LCC 2012376250。
- Shally-Jensen, Michael（編）Countries, peoples & cultures. 初版、イプスウィッチ：セーラム・プレス、ニューヨーク州アメニア：グレイハウス出版、2015年。国立国会図書館書誌ID:027668613、OCLC 915978837。全9巻。
- Moglia, Paul.（編）Adolescent health & wellness. 初版、イプスウィッチ：セーラム・プレス、2015年。国立国会図書館書誌ID:027677065、OCLC 919173490、LCC 2016427992。
- Richman, Sharon.（監修）Ortiz, Dawn.（編）Nutrition. 初版、イプスウィッチ：セーラム・プレス〈Salem health〉、2016年。全3巻。国立国会図書館書誌ID:029746029、OCLC 954536544、LCC 2017300161。
- Dutch, Steven I.（編）Encyclopedia of climate change 第2版、セーラム・プレス、アメニア：グレイハウス出版、2016年。国立国会図書館書誌ID:028508261、OCLC 962875313。
- Mack-Shelton, Kibibi ; Shally-Jensen, Michael（編）Racial & ethnic relations in America. 第2版、セーラム・プレス、2017年。全3巻。国立国会図書館書誌ID:028926393、OCLC 982387206。
- Evans, Robert C.（編）LGBTQ events 第2版、セーラム・プレス〈Great events from history〉、2017年。全2巻。国立国会図書館書誌ID:029169703、OCLC 1012804190。
- Carmichael, Robert S.（編）Notable natural disasters. 第2版、イプスウィッチ：セーラム・プレス、アメニア：グレイハウス出版、2017年。全3巻。国立国会図書館書誌ID:029342436、OCLC 985344459、LCC 2018459493。
- Great athletes of the twenty-first century. セーラム・プレス、アメニア：グレイハウス出版、2018年。全3巻。国立国会図書館書誌ID:029323552。
- Watnick, Beryl.（編）Education today : issues, policies & practices. セーラム・プレス、2018年。国立国会図書館書誌ID:029942919、OCLC 1029814994。

## 日本法人
EBSCO Information Services Japan株式会社（エブスコインフォメーションサービシズジャパン）は、EBSCO Information Servicesの日本法人であり、日本における問い合わせ先となっている。